# غيومري
غيومري (بالأرمينية: Գյումրի) هي ثاني أكبر مدينة في أرمينيا. عدد سكانها حوالي 168,918 نسمة (حسب إحصاء سنة 2009). تقع غيومري في أقصى الشمال الغربي لجمهورية أرمينيا وعلى بعد 120كم عن العاصمة يريفان.

## نبذة تاريخيّة
اسم المدينة غير مرات كثيرة عبر التاريخ. أطلق عليها أول مرة باسم كومايري أو غجومري. وكان اسمها لينينكان خلال الفترة السوفيتية.

## توأمة
لغيومري اتفاقيات توأمة مع كل من:
- بلوفديف [6]
- الإسكندرية (1988 - )
- الإسكندرية
- بياويستوك
- كوتايسي
- أوساسكو (4 يوليو 2006 - )[7]

## أعلام
- أفيديك إساهاجيان
- أرتور بتروسيان
- أولغا تشيخوفا
- هوفانيس شيراز
- جورج غوردجييف